# Washington (ligne bleue du métro de Chicago)
Pour les articles homonymes, voir Washington.
Ne doit pas être confondu avec Washington (ligne rouge du métro de Chicago).
Washington est une station souterraine du métro de Chicago qui se trouve dans le quartier du Loop, elle est desservie par la ligne bleue.

## Description
Washington est une station souterraine typique du centre-ville de Chicago avec deux mezzanines de chaque côté de la station qui permettent de descendre sur le quai central. Washington a été ouverte le 25 février 1951 en même temps que les autres stations du Milwaukee-Dearborn Subway. La station fut entièrement rénovée en 1984. 
Dans le cadre de la création d’un grand terminal de transfert sous State Street, Le tunnel de transfert supérieur entre les lignes bleue et rouge s’est fermé le 23 octobre 2006, afin que les travaux puissent être exécutés. La station Washington de la ligne rouge n’existant plus, la station Jackson est devenue la seule station de correspondance entre les deux lignes. 
La nouvelle station dénommée State Street terminal ou Block 37 sur les plans est prévue pour 2012.  
Washington se trouve à proximité du Richard J. Daley Center et est ouverte 24h/24 et 7jours/7.
En 2008, 2 154 152 passagers ont utilisé la station Washington.

## Les correspondances avec lebus
Avec les bus de la Chicago Transit Authority :
- #14 Jeffery Express
- #20 Madison (Owl Service)
- #X20 Washington-Madison Express
- #22 Clark (Owl Service)
- #24 Wentworth
- #36 Broadway
- #56 Milwaukee
- #62 Archer (Owl Service)
- #124 Navy Pier
- #157 Streeterville

## Dessertes
| Nord/Ouest             |  |             |  | Sud/Est                 |
| ---------------------- |  | ----------- |  | ----------------------- |
| Clark/Lake vers O'Hare |  | ligne bleue |  | Monroe vers Forest Park |
| modifier sur Wikidata  |  |             |  |                         |